# Combined Membership List
La Combined Membership List, in acronimo CML, è una iniziativa volta a rendere disponibile, su un sito web, i nomi di persone che sono state membri di sei associazioni matematiche degli Stati Uniti d'America e del Canada di cultori a vari livelli della matematica: American Mathematical Society (AMS), Mathematical Association of America (MAA), Society for Industrial and Applied Mathematics (SIAM), American Mathematical Association of Two-Year Colleges (AMATYC), Association for Women in Mathematics (AWM) e Canadian Mathematical Society/Société mathématique du Canada (CMS/SMC). La banca dati riguarda, nel complesso, varie decine di migliaia di persone. Occorre osservare che tra queste, soprattutto tra i membri di due associazioni di tradizione e di prestigio internazionali (come AMS e SIAM) si trovano cultori della matematica che appartengono a svariati paesi diversi da USA e Canada.
Questo ampio elenco, che viene aggiornato con un'attesa di soli due giorni, costituisce un riferimento di notevole utilità sia per le attività quotidiane di vari matematici professionisti, sia per gli studi degli storici della matematica.